# Тетон (округ, Вайомінг)
Шаблон:StateAbbr_ 43°55′ пн. ш. 110°34′ зх. д. / 43.92° пн. ш. 110.57° зх. д.
 Тетон  (англ. Teton County) — округ (графство) у штаті Вайомінг. Ідентифікатор округу 56039.

## Історія
Округ утворений 1922 року.

## Демографія
За даними перепису 
2000 року 
загальне населення округу становило 18251 осіб, зокрема міського населення було 10072, а сільського — 8179.
Серед них чоловіків — 9733, а жінок — 8518. В окрузі було 7688 домогосподарств, 4177 родин, які мешкали в 10267 будинках.
Середній розмір родини становив 2,89.
Віковий розподіл населення поданий у таблиці:
| Стать    | До 15 років | 15-21 | 22-29 | 30-39 | 40-49 | 50-65 | 65-85 | Понад 85 |
| -------- | ----------- | ----- | ----- | ----- | ----- | ----- | ----- | -------- |
| Чоловіки | 1539        | 754   | 1807  | 1731  | 1763  | 1546  | 559   | 34       |
| Жінки    | 1446        | 610   | 1340  | 1449  | 1668  | 1334  | 582   | 89       |

## Суміжні округи
- Парк — північний схід
- Фремонт — схід
- Саблетт — південний схід
- Лінкольн — південь
- Бонневілл, Айдахо — південний захід
- Тетон, Айдахо — південний захід
- Фремонт, Айдахо — захід
- Ґаллатін — північний захід

## Виноски
1. ↑  US Decennial Census. US Census Bureau. Процитовано 18 серпня 2015.
2. ↑  Historical Decennial Census Population for Wyoming Counties, Cities, and Towns. Wyoming Department of Administration & Information, Division of Economic Analysis. Процитовано 25 січня 2014.
3. ↑  State & County QuickFacts. US Census Bureau. Архів оригіналу за 6 червня 2011. Процитовано 25 січня 2014. [Архівовано 2011-06-06 у Wayback Machine.](англ.) Наведено за англійською вікіпедією.
4. ↑  American FactFinder. Бюро перепису населення США. Архів оригіналу за 26 лютого 2012. Процитовано 31 січня 2008. [Архівовано 2008-05-21 у Wayback Machine.]

| США | Це незавершена стаття з географії США. Ви можете допомогти проєкту, виправивши або дописавши її. |